# Глазово (Сухиничский район)
Глазово — деревня в Сухиничском районе Калужской области. Входит в состав сельского поселения «Деревня Юрьево».
Расположена в 2,5 км к северо-западу от деревни Юрьево, примерно в 16 км к северо-востоку от города Сухиничи.

## История
В 1906 году в Глазово была выстроена каменная церковь свт. Николая Чудотворца. При церкви имелась библиотека и церковно-приходская школа. В 1915 году начали строить колокольню.
Церковь не сохранилась.
В первые дни войны в июне 1941 на фронт ушли многие жители деревни, среди них и уроженец д.Глазово ГРИШУНИН Иван Григорьевич . Родился: 1908 г., РСФСР, Смоленская обл., Сухинский р н, Глазовский с/с, Глазово. Призван Ростокинским РВК Москвы Красноармеец. Семья: Гришунина Екатерина Афонасьевна — жена, РСФСР, Смоленская обл., Сухинский р н, Глазово.
Найден солдатский медальон : октябрь 1999 г., Новгородская обл., Холмский р н, ур. Сутоки. Захоронен: 21.10.1999 г., Новгородская обл., Холмский р н, п.Первомайский. Поисковый отряд: «Пирамида», г.Холм.

## Инфраструктура
Школа, библиотека, фельдшерско-акушерский пункт

## Население
| 2002 | 2010 |
| ---- | ---- |
| 154  | ↘116 |